# 중국의 대중감시

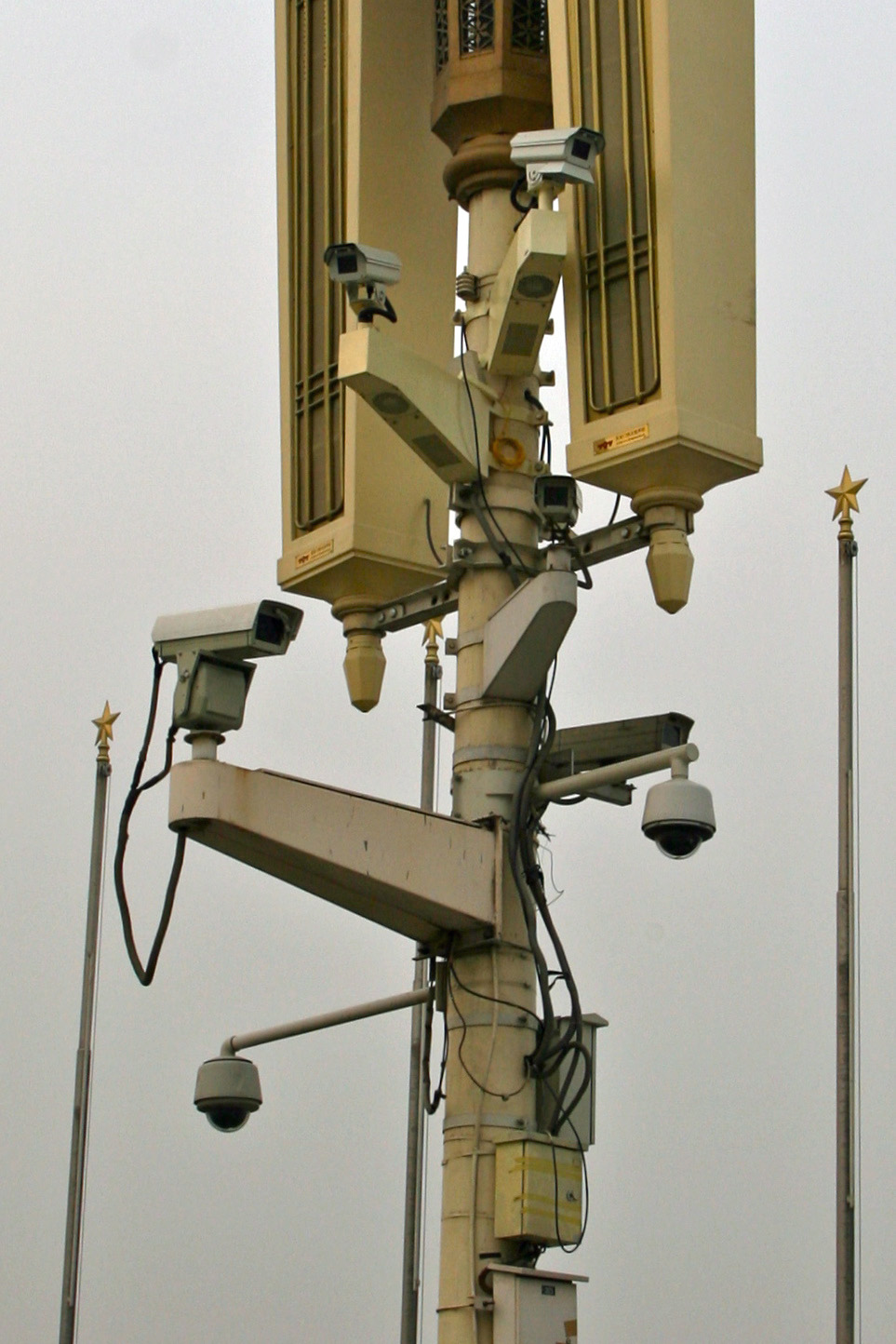
2009년 천안문 광장의 감시 카메라. 2019년 컴페리테크는 전세계에서 가장 많이 모니터링되는 10개 도시 중 8개가 중국에 있다고 보도했다.

중국의 대중감시는 중국 정부가 중국 시민들을 감시하기 위해 사용하는 감시 네트워크이다. 이러한 감시는 인터넷, 카메라를 포함한 디지털 기술을 통해서 이루어진다. 이는 시진핑 중국 공산당 총서기 체제가 들어서면서 점점 확산되고 있다.
중국의 대중감시는 중국의 "인터넷 보안법"에 따라 크게 확대되었으며 텐센트, 다후아 테크놀로지, 하이크비전, 센스타임, 바이트댄스, 메그비, 화웨이, ZTE 등과 같은 국내 기업의 도움을 받아 시행되었다. 중국 본토에는 2019년 기준 스카이넷 감시용 CCTV 2억 대가 보급돼 미국의 감시카메라보다 그 수가 4배에 이르는 것으로 추산된다. 2020년까지 중국 본토에 설치되는 CCTV의 수는 6억 2천 6백만 대에 이를 것으로 예상되고있다. COVID-19의 유행은 CCTV의 확대를 가속화하는 요소가 되었다.

## 역사

### 기원
중국의 대중감시는 1949년 중화인민공화국이 수립된 이후 마오쩌둥 시대에 등장했다. 마오쩌둥은 새로 수립된 정부에서 자신의 권력을 강화하기 위해 전국민을 통제하는 기술을 고안했다. 과학기술이 상대적으로 발달하지 않았던 초기 몇 년 동안, 대중 감시는 CCTV가 아닌, 사람에 의한 감시를 통해 실현되었다. 중국인들은 서로를 감시하며 당시 정부의 사상에 반하는 부적절한 행동을 보고하였다.
1987년 간행물에 따르면, 20세기 후반 중국의 경제 개혁의 결과로 컴퓨터와 인터넷 기술이 중국에 전파되었다.

### 21세기
2005년, 중국 정부는 스카이넷이라고 불리는 대규모 감시 시스템을 만들었다. 정부는 2013년에 스카이넷의 존재를 드러냈고, 그 당시에는 이미 2천만 대가 넘는 CCTV를 통한 감시가 시행되고 있었다. 일반인을 감시하는 것 외에도 신장 지역의 이슬람 사원, 티베트 사원, 반체제 인사들의 특별 감시가 이루어졌다.
2017년 중국 정부는 보안 감시를 위해 시민들에게 다양한 휴대폰 앱의 사용을 독려했다. 당국은 국가 안보를 목적으로 시민들이 불법 행위 등을 보고할 수 있도록 모바일 앱을 출시했다.
2018년 가장 주목할 만한 감시 방법은 CCTV를 통한 대규모 감시, 인터넷 감시, 그리고 신분을 바탕으로 하는 감시 방법이다.
중국 중앙정부는 2018년부터 자국민 감시를 위해 얼굴 인식 기술, 감시 드론, 로봇 경찰, 온라인 소셜미디어 대상 빅데이터 수집 등을 실시했다.
2019년 NSA의 내부고발자 에드워드 스노우덴은 중국의 대중감시 시스템에 대해 "매우 놀랍다"고 말했다. 중국에서는 2019년 기준 스카이넷 감시용 CCTV만 2억 대가 사용된 것으로 추정되었는데, 이는 미국의 4배 수준이다. 중국 관영매체들은 스카이넷이 안면 인식 기술과 빅데이터 분석을 활용한 세계 최대 규모의 감시 시스템이라고 말한다. 2019년, 컴페리테크는 세계에서 가장 많은 CCTV가 있는 도시 10곳 중 8곳이 중국에 있으며, 충칭, 선전, 상하이가 상위 3개 도시에 이름을 올리고 있다고 발표했다. 중국은 2019년 전세계에 보안 감시 기술을 수출하고 관련 산업 분야를 장악했다.
IHS 마킷에 따르면 2019년 말 중국에는 7억 7000만 대의 CCTV가 설치됐으며, 2021년 말에는 10억 대가 넘을 것으로 예상된다. 중국 정부는 이것이 범죄 예방을 위해서라고 말하지만 시민들은 그들의 사생활과 개인정보의 침해를 우려한다. 2020년 10월 말 덩위펑은 퍼포먼스 아트를 통해 CCTV를 피하기가 얼마나 어려운지를 강조했다.

### 타임라인
- I2011년, 베이징 과학 기술 위원회는 표면적인 목표로 도시의 교통 흐름의 완화를 내세우면서 휴대전화 추적 시스템을 제안했다.[37]
- 관계자들에 따르면, 2012년까지 4년 동안 광둥성의 CCTV의 도움으로 십만 건의 범죄가 해결되었다고 한다. 하지만 한 평론가는 "반체제 인사들과 시위가 촉발하는 사회적 불안을 단속하는 것이 이러한 감시의 가장 중요한 목적 중 하나"라고 평했다.
- 2013년, 정부는 중국 도시들의 심각한 대기 오염을 감시에 있어서 심각한 위협으로 보았다. 대기 오염으로 CCTV가 쓸모 없게 되었기 때문이다.[38] 산업정보기술부 차관은 2013년 12월 주요 유선 및 휴대전화 업체인 차이나텔레콤에 실명제 도입을 요청했다.
- 2014년, 산업정보기술부는 네트워크를 통한 유해정보의 전파를 규제하라는 정부의 요구에 따른 정책을 시행했다. 또한 같은 해, 중국은 공장, 대중교통, 국영 기업 및 군에서 정부 주도로 전례 없는 규모의 뇌파 감시 프로젝트를 시행했다.

- 2014년 1월, 미국은 중국의 웹사이트에 동영상을 올리려는 사용자들은 실명 인증이 필요할 것이라고 발표했다.당국은 인터넷 동영상의 저속한 내용, 과장된 폭력, 성적 콘텐츠가 사회에 부정적인 영향을 미치는 것을 막기 위한 것이라고 설명했다.
- 2015년 공개된 문서에 따르면 중국 정부는공공 보안의 확립을 위해 2020년까지 어디에나 있고, 상시 작동되며, 완전히 통제할 수 있는 CCTV를 통한 감시 네트워크를 구축하는 것을 목표로 하고 있다.[39]
- 2016년, 중국 사이버보안법을 도입해 인터넷 기업들이 최소 6개월 이상 모든 인터넷 사용 기록을 저장하고, 중국 영토 내 모든 개인 데이터와 중요 정보를 저장하도록 의무화했다.[40] 또한 2016년부터 스턴 건 등을 장비한 경찰로봇을 배치하고 선전의 공항부터 안면 인식 카메라를 운영했다.[41]
- 2018년 중국 공안 당국은 범죄자, 특히 마약 밀수범을 검거하기 위해 안면 인식 기술이 적용된 "스마트 글라스"를 착용했다.[42] 이 기술은 2017 칭다오 국제 맥주 축제에서 채택된 기술로, 이 기술의 도움으로 경찰은 도주자 25명, 마약 밀수업자 19명, 표절자 37명 등 많은 범죄자들을 붙잡았다 발표했다. 또한 2018년 중국 당국이 위챗 사용자들의 삭제된 메시지에 대해 허가 없이 접근할 수 있음을 인정했다.[43]
- 2019년 3월, 중국은 청소년의 인터넷 중독 예방 수단으로 여겨졌던 '소형 비디오 앱'에 관련한 규제안을 발표했다.  이 법을 통해 정부는 앱의 사용자의 위치를 추적하고 행동을 분석해 사용자인 청소년의 행동을 강제하는 것이 가능해졌다.[44] 같은 해 3세대 주민등록증을 통한 위치 추적이 가능하다고 발표했다. 또한, 혈액정보도 주민등록증에 등록된다고 알렸다.[45]
- 2020년, 중국 공안 당국은 코로나 바이러스의 확산을 막기 위해 보행자의 체온을 측정할 수 있는 "스마트 헬멧"을 착용하겠다 발표했다. 스마트 헬멧은 체온 측정 외에도 안면 인식, 번호판 인식, QR코드 스캔 기능 등도 갖추고 있다.[46][47]

## 기술

### 인터넷
중국 정부는인터넷과 통신에 대한 통제를 강화하고 있다. 중국에는 7억 5천만 명 이상의 인터넷 사용자들이 있으며, 그들의 온라인상의 행동은 엄격히 통제된다. 2017년 중국 CAC(Cyberspace Administration of China)는 인터넷 뉴스의 생산과 유통을 제한하는 새로운 규정을 발표했다. 이 규정은 블로그, 포럼, 웹사이트, 소셜 미디어 앱과 같은 모든 플랫폼을 정당이 승인한 관리자가 관리하도록 규정했다. 직원들은 국가 또는 지방 정부 인터넷 정보 사무소의 승인을 받아야 하며 중앙 정부의 교육을 들어야 한다. 중국 정부의 요구에 의해 중국의 주요 인터넷 플랫폼과 메시지 서비스는 자체 검열 시스템을 구축했다. 몇몇 기업은 검열을 위해 수천 명의 팀을 고용하거나 AI를 도입했다. 텐안먼 사태 30주년인 2019년, 중국의 AI검열이 더욱 확대되었다.
2011년에 출시된 중국의 가장 인기 있는 메시지 서비스인 위챗은 사이버 경찰의 감시를 받고 있다. 위챗 그룹을 통해 전송되는 모든 메시지는 애플리케이션 운영자인 텐센트에 의해 모니터링되며 모든대화는 6개월 동안 저장된다. 챗 사용자가 삭제한 대화 내용도 텐센트에 의해 복구될 수 있으며, 이는 중국 정부가 범죄 용의자의 불법 행위의 증거를 찾을 때 이용된다. 당국은 위챗을 통해 전송된 메시지를 정부가 감시할 수 있음을 인정했다. 그럼에도 불구하고 마화텅 텐센트 CEO는 빅데이터 분석을 위해 사용자 채팅이나 사용자의 사생활을 침해하지 않을 것이라고 밝혔다.
중국 정부는 2017년 9월 15일 시나 웨이보의 모든 이용자에게 실명과 주민등록번호를 등록하도록 했다. 실명 인증을 거부한 사용자들은 웨이보의 사용이 제한된다.
마화텅 텐센트 CEO는 2018년 초 위챗의 전세계 사용자가 10억 명을 달성했다고 발표했다. 검열과 감시를 위한 텐센트의 위챗이 중국 내에서 이 시장을 지배하고 있으며, 왓츠앱, 라인과 같은 다른 메신저 앱들은 중국 시장에서 차단되거나 퇴출되고 있다.
중국의 인터넷 사용자들은 검열을 피하기 위해 몇 가지 방법을 사용하고 있다. 차단된 사이트에 접속하기 위해 VPN을 사용하는 것이 그 예시이다. 하지만 2017년 7월 중국 정부는 차이나텔레콤 등의 통신사에 이듬해 2월 1일까지 VPN 개인 접속을 차단하도록 지시했다. 2017년 8월 중국 앱스토어에는 익스프레스 VPN 등 60여 개의 VPN 앱이 삭제됐다. 중국에선 중국 정부의 승인을 받은 VPN만이 허용된다. 중국 네티즌들은 검열을 피하기 위해 동음이의어 등을 통해 소통한다.

#### 인터넷상의 성적 콘텐츠
중국 정부는 청소년과 고등학생이 성문화에 관심을 갖지 않도록 성인 문화를 비난하는 정책을 추진하고 있다. 2012년까지 중국인들이 금지된 성적 자료에 접근하는 방법은 인터넷을 통한 접근이었다. 2012년 한 기사에 따르면, 그 당시 성 콘텐츠 관련 페이지의 수는 증가하고 있었다. 2010년 중국 공안 당국은 학생들의 인터넷 활동을 감시하기 위해 학생 단체로부터 정보요원을 소집했다. 2012년 당시 자극적인 내용이 담긴 책, 만화, 비디오와 같은 성적 콘텐츠는 일반적으로 중국 인터넷상에서 금지되었다. 웹 관리자들은 그와 관련된 내용을 발견하면 제거하는 등의 조취를 취했다.
2018년 중국 형법에는 음란물의 제작, 유포, 판매를 명시적으로 금지하는 조항이 있다. 1980년대엔 성적 내용이 담긴 창작물을 반대하는 캠페인이 있었다. 2018년에는 온라인상에서 게이 포르노 소설 "점령"을 쓴 중국인 작가에게 징역 10년 6개월의 실형이 선고되었다. 2019년, 성에 대한 보수적 태도는 대중들 사이에서 일반적인 것으로 받아들여지고 있다.

### CCTV

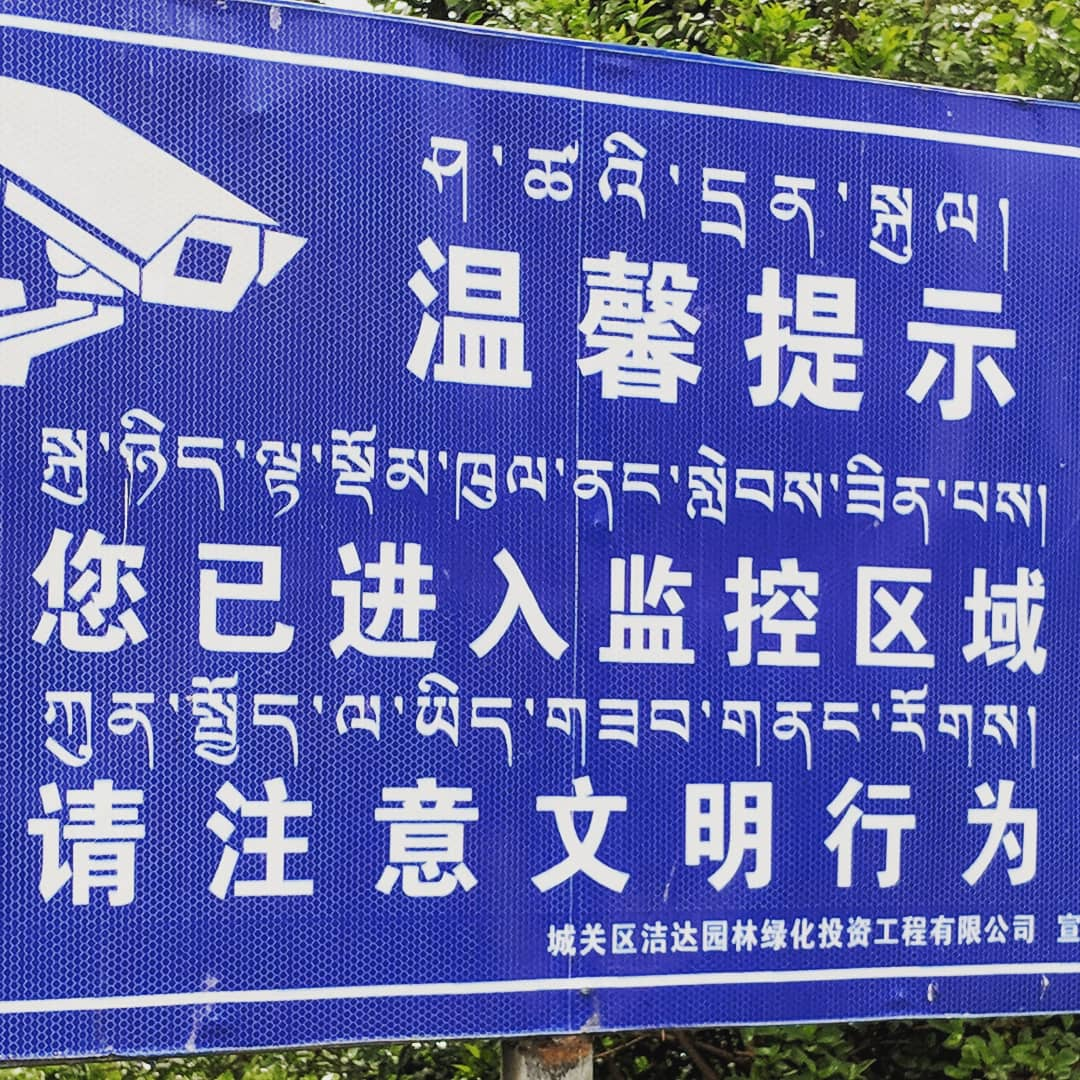
2018년 티베트 라사 평화 해방 기념비 근처의 카메라 모니터링 경고 표시

중국 정부가 2018년까지 전국에 설치한 CCTV는 2억 대에 달하는데 이는 국민 7명당 1대 꼴이다. CCTV들은 주로 주택가와 상점가에 설치되었다. 2012년 공식 통계에 따르면, 영토 내 676개의 도시 중 660개 이상의 도시가 CCTV를 통한 감시를 하고 있었다. 광둥성에서는 2012년 110만 대의 카메라가 설치되었으며, 2015년까지 123억위안을 들여 200만 대로 늘릴 계획이라 발표했다. 중국 정부는 2020년까지 민간 카메라와 공공 카메라를 통합해 안면 인식 기술을 활용하여 전국적인 감시 네트워크를 구축할 것으로 기대하고 있다.
안면 인식 기술은 기술적, 체계적 한계를 가지고 있다. 예를 들어, 이 기술에 대한 연구를 수행하는 한 AI 회사의 관계자에 따르면 안면 인식은 한 번의 검색으로 최대 1,000명의 사람만 검색할 수 있다고 한다. 또한 시스템이 장기간 계속 작동할 수 없으므로, 필요한 경우에만 활성화해야 한다고 말한다.
중국통신표준화협회 산하 국가정보보안표준화기술위원회(全国信标委生物特征识别分技术委)는 2019년 11월 중국 내 안면인식의무표준을 만드는 사업을 시행했다. 이 프로젝트는 센스타임(SenseTime)이 주도하고 27개 중국 기업이 참여한다. 또한 중국 기업들인 ZTE, 다후아 테크놀로지, 차이나 텔레콤 등이 국제전기통신연합(ITU)에 표준 기준을 제안하면서 UN의 안면 인식, 도시 및 거리의 차량 등의 감시를 위한 표준을 만들기 위해 노력하고 있다.

### 기타 기술
중국은 고도의 안면인식 기술을 보유하고 있다. 이 기술은 국가적인 감시 및 데이터 공유 플랫폼을 구축하기 위해 빅데이터와 AI 같은 기술들과 결합된다. 이러한 스마트 시스템은 무단횡단자와 교통법규를 어기는 자동차가 아닌 탈것 등을 기록하는 기술을 갖추고 있다. 중국 양대 전자상거래 업체인 알리바바와 징둥의 무인 마켓에서 안면인식 시스템을 통해 전자결제를 할 수 있다. 게다가 중국의 다국적 기업인 바이두는 중국남방항공과 협력해 허난의 난양 장잉 공항에 안면 인식 기술을 도입했다.
기차역, 박물관, 관광지 등 공공장소에 로봇경찰이 도입됐다.
중국 정부는 빅데이터 기술을 활용해 온라인상에서 대중들을 감시하고 분석한다.

## 어플리케이션

### 사회 신용 시스템
중국 정부는 CCTV를 통한 감시와 관련해 자국민의 사회적 행태를 분석하고 재정과 정부에 대한 충성도 등을 수집해 신뢰도를 평가하는 사회신용제도를 개발하고 있다. 사람들의 활동을 기록하고 안면 인식 기술을 통해 신원을 파악한 후, 정부는 그들의 활동을 통해 계산한 사회신용도를 그의 개인 신용 등급과 연계해 저장한다. CCTV를 통해 감시하는 대중의 활동 정보를 AI와 데이터 마이닝 기술로 분석해 시민의 점수를 정기적으로 계산하고 갱신한다. 현재 이 제도에의 참여는 자발적이지만 2020년에는 의무화될 것으로 예정되어 있다. 많은 중국인들은 이미 전자상거래 회사인 알리바바가 만들어 운영하고 있는 세서미 크레딧(Sesame Credit)을 사용하기 시작했다. T세서밋 크레딧의 이용자들 중 점수가 높은 사람들은 낮은 사람들보다 더 많은 혜택을 받을 수 있다. 예를 들어, 신용 점수가 높은 사람들은 호텔에 체크인할 때 보증금을 지불할 필요가 없고, 다른 사람들보다 더 빨리 비자를 발급받을 수 있다. 반면 신용 점수가 낮은 사람들은 식당에서의 취식, 호텔에서의 체크인, 상품의 구입, 여행의 자유 등이 모두 제한된다.  또 다른 신용평가 시스템으로는 인민은행이 설립한 신용평가센터가 있다.

### 지역별 기술

#### 본토(외국인 제외)
중국 본토에서 진행 중인 프로젝트 중 하나는 2억 대 이상의 CCTV를 통한 감시 네트워크인 스카이넷이다. 실시간 보행자 추적 시스템인 스카이넷은 사람의 옷, 성별, 나이, 자동차와 자동차가 아닌 탈것 모두를 정확하게 식별할 수 있다. 거기에 더해, 보안 감시 시스템은 보행자의 사진과 개인 정보를 즉시 결합시킬 수 있다. 금순공정은 공산당의 통제나 활동에 대한 부정적인 보도를 볼 수 있는 수만 개의 웹사이트를 차단하는 거대한 검열 체제이다

#### 티베트
중국 정부는 2012년 “Benefit the Masses” 캠페인의 일환으로 티베트 마을에 당의 간부들을 파견했다 이 캠페인의 목적은 티베트에서의 서비스와 삶의 질을 향상시키고 지역민들에게 공산당에 대한 충성도를 교육하는 것이었다. 거기에 더해 폭동의 방지를 위해 지역 주민들은 파견된 간부들에 의해 감시를 받았다.
티베트에서 휴대전화와 인터넷 사용자들은 실명인증을 해야 한다. 2013년 6월 정부는 이 정책이 ‘완전히 실현’되고 있다고 발표했다. 한 관계자는 “실명인증은 시민들의 개인정보를 보호하고 유해한 정보의 확산을 억제하는 데 도움이 된다”고 말했다.
환구시보에 따르면 2018년 티베트 불교 신자들에게 사가 다와 기간 동안 정부는 라사에 더 엄격한 규제를 시행했다.

#### 신장
신장, 특히 수도 우루무치에서는 거의 모든 곳에 보안 검색대와 신분 확인소가 있다. 사람들은 슈퍼마켓, 호텔, 기차역, 고속도로 톨게이트 등의 공공장소에 들어가기 전에 신분증을 보여주고 카메라로 자신의 얼굴을 스캔해야 한다. 신장에 배치된 경찰관의 인구 대비 비율은 다른 지역보다 높다. 이러한 보안 검사의 엄격한 시행은 부분적으로 2009년 이슬람 위구르인들과 연관된 분리주의 운동에 대한 대응이다. 또한, 거리의 CCTV의 밀도는 다른 곳보다 높다. CCTV에 의해 수집된 정보는 DNA나 음성 샘플과 같이 이전에 수집된 생체 데이터를 포함하는 개별 프로필과 결합되어 보관된다. 이곳의 위구르인들은 자신의 프로필뿐만 아니라 그들의 가족 관계나 사회적 인맥 등도 고려된다. 이 데이터의 작성에는 대규모 감시에 사용되는 AI 시스템인 통합공동운영플랫폼이 사용된다.
신장 주민들, 특히 위구르인들은 특정한 종교적 행위를 하는 것이 허용되지 않는다. 또한 보안 감시 앱, 음성 및 안면 인식 카메라를 통해 보다 엄격하게 감시된다. 정부는 2017년부터 신장에 현지인들의 준법성 향상을 위해 재교육 캠프를 설치했다. 재교육 캠프에 있는 사람들은 보통 경비원들의 철저한 감시를 받으며 가족이나 다른 지인 등 시설 밖의 사람들과 연락하는 것이 허용되지 않는다.
신장의 안보를 위한 지출은 2017년에 급증하여 2016년에 비해 90% 증가한 85억 2천만 달러를 기록했다. 중국 공안은 2017년부터 신장에 있는 위그르족에게 진광 웨이시(Jingwang Weishi) 앱의 설치를 강제해 휴대전화의 통화 내용 등을 원격 감시할 수 있게 됐다.
같은 해, 중국 DJI는 현지 공안과 감시용 드론 운영 지원 업무협약을 체결했다. 중국은 2018년부터 드론을 배치해 감시를 강화했다.
워싱턴포스트와 휴먼 라이츠 워치(HRW)는 2018년 중국 정부가 위구르족을 감시하기 위해 통합공동운영플랫폼(IJOP)을 사용하고 있다고 보도했다. 이 플랫폼은 신장에서 위구르인들을 추적하기 위해 DNA를 포함한 생체 데이터를 수집한다.
국제탐사보도언론인협회(ICIJ)는 2019년 11월 중국의 재교육 캠프 내에서의 행동지침인 “China Cable”을 발표했다. 이 문서에 따르면 캠프 내 사람들은 AI를 통해 통제를 받고 있다고 한다.
휴먼 라이츠 워치는 2020년 말 아커쑤 현에서 유출된 위구르인 수감자 2,000명의 명단을 IJOP로부터 입수했다. 수감 사유에는 국가 허가 없는 코란 공부, 긴 수염, VPN의 사용, 휴대전화의 반복적인 종료, 극단적 종교 행위 등이 포함되어 있었다. 유출된 문서는 가디언이 앞서 “전례가 없는” 것으로 묘사한 신장 재교육 캠프의 실상에 대한 상세한 증거를 제공했다. 앞서 2020년 2월 유출된 카라카시 명단은 억류자의 석방과 수감에 관한 내용을 보여주었다.

#### 홍콩
홍콩의 민주화 운동인 우산 운동은 홍콩 시민들이 홍콩 정부의 수반을 지명하고 선출할 수 있도록 하는 완전한 민주주의의 성립을 목표로 한다. 그러나 일부 국회의원, 학계, 정치활동가 등 민주화 핵심 인사들은 중앙정부의 감시를 받고 있다. 우산 운동에 가담한 일부 운동가들은 경찰에 의해 체포되었다. 뉴스 보도, 소셜 미디어에서의 포스팅, 홍콩 민주화 시위에 관한 것들은 중국 본토에서 검열되고 있다.
홍콩의 인터넷 사용자들과 시민사회단체들은 지난 몇 년 동안 온라인 상에서 사이버 공격을 받고 사생활 침해에 대해 논쟁해왔다. 2014년 6월 중국 정부가 발표한 ‘일국양제’ 백서는 중앙정부가 홍콩을 포괄적으로 관할하며 지방정부에는 운영권이 부여된다고 명시했다.

#### 대만
중국 정부가 대중을 감시하기 위해 사용하는 스카이넷은 대만의 영토에는 영향을 미치지 않는다. 반면 대만 정부는 중국 본토에 살고 있는 대만인들에게 그들의 활동에 대한 감시의 확대에 대해 알렸다. 이것은 중국 본토에 살고 있던 대만, 홍콩, 마카오인들에게 중국 정부가 거주증과 완전한 시민권을 부여한 이후 더욱 우려가 되고 있다. 중국 정부의 법 발의에 따라 위 국가의 학생과 근로자 등 개인은 중국 본토에 6개월간 거주한 뒤 거주허가를 신청할 수 있게 됐다. T대만 당국은 중국 정부에 신원을 제공하게 되고, 카메라, 안면 인식, 사회적 신용 등으로 구성된 감시 체제하에서 활동하는 대만인에 대한 우려를 표하고 있다.

## 지출
2010년 국내 안보 지출이 처음으로 국방비를 초과했다. 2016년까지 국내 안보 지출은 국방비를 13% 초과했다.
2017년 중국의 국내 안보 지출은 관련 도시 및 보안 기술 초기 설치 비용을 제외하고 1,970억 달러로 추산되었다. 같은 해 신장 지방정부 공안국의 총 지출은 91.6억 달러에 달했는데, 이는 지난 10년 동안 사용한 지출의 10배였다.
2017년에 중국은 200억 달러를 들여 CCTV와 기타 감시 장비를 구입했다. 국영 신문의 보도에 따르면 이 수는 전세계 시장의 절반에 이른다고 한다.

## 관련 자료
- 50 Cent Party of Chinese state paid internet commentators
- Chinese intelligence activity abroad
- Digital Authoritarianism
- Disease surveillance in China
- Great Firewall
- Human flesh search engine
- Social Credit System

## 같이 보기
- 우마오당
- 만리방화벽
- 인육수색
- 얼굴 인식 시스템

## 참조
1. ↑  Bischoff, Paul. “Surveillance camera statistics: which cities have the most CCTV cameras?”. 《Comparitech》. 2020년 6월 17일에 확인함.
2. 1 2 3  Mozur, Paul (2018년 7월 8일). “Inside China's Dystopian Dreams: A.I., Shame and Lots of Cameras”. 《The New York Times》 (미국 영어). ISSN 0362-4331. 2019년 10월 16일에 원본 문서에서 보존된 문서. 2019년 11월 14일에 확인함.
3. 1 2 3  “She's a model citizen, but she can't hide in China's 'social credit' system”. 《ABC News》. 2018년 9월 18일. 2018년 10월 31일에 원본 문서에서 보존된 문서. 2018년 10월 31일에 확인함.
4. ↑  Andersen, Story by Ross. “The Panopticon Is Already Here”. 《The Atlantic》. ISSN 1072-7825. 2021년 1월 21일에 확인함.
5. ↑  Greitens, Sheena Chestnut (April 2020). “DEALING WITH DEMAND FOR CHINA'S GLOBAL SURVEILLANCE EXPORTS” (PDF). 《Brookings》.
6. ↑  Doffman, Zak. “Has Huawei's Darkest Secret Just Been Exposed By This New Surveillance Report?”. 《Forbes》. 2019년 12월 19일에 원본 문서에서 보존된 문서. 2019년 12월 19일에 확인함.
7. ↑  Doffman, Zak. “Beyond 5G: Huawei's Links To Xinjiang And China's Surveillance State”. 《Forbes》. 2019년 12월 19일에 원본 문서에서 보존된 문서. 2019년 12월 19일에 확인함.
8. ↑  Marr, Bernard. “Chinese Social Credit Score: Utopian Big Data Bliss Or Black Mirror On Steroids?”. 《Forbes》 (영어). 2019년 10월 8일에 원본 문서에서 보존된 문서. 2019년 11월 15일에 확인함.
9. ↑  Buckley, Chris; Mozur, Paul (2019년 5월 22일). “How China Uses High-Tech Surveillance to Subdue Minorities”. 《The New York Times》 (미국 영어). ISSN 0362-4331. 2019년 8월 16일에 원본 문서에서 보존된 문서. 2019년 8월 15일에 확인함.
10. ↑  “China's Sharp Eyes surveillance system puts the focus on shaming”. 《South China Morning Post》 (영어). 2018년 10월 30일. 2019년 8월 15일에 원본 문서에서 보존된 문서. 2019년 8월 15일에 확인함.
11. 1 2  “"Skynet", China's massive video surveillance network”. 《Abacus》. 2019년 11월 8일에 원본 문서에서 보존된 문서. 2019년 11월 14일에 확인함.
12. ↑  “Archived copy”. 《news.dwnews.com》. 2018년 8월 29일. 2019년 4월 10일에 원본 문서에서 보존된 문서. 2019년 11월 14일에 확인함.
13. ↑  “In China, Facial Recognition Tech Is Watching You”. 《Fortune》 (영어). 2019년 11월 12일에 원본 문서에서 보존된 문서. 2019년 11월 14일에 확인함.
14. ↑  “Archived copy” (PDF). 《Huawei》. 2019년 2월 17일에 원본 문서 (PDF)에서 보존된 문서.
15. 1 2  “Chinese city with world's heaviest surveillance has 2.5 million cameras”. 《South China Morning Post》 (영어). 2019년 8월 19일. 2019년 10월 16일에 원본 문서에서 보존된 문서. 2019년 11월 14일에 확인함.
16. 1 2  “Archived copy”. 《Phoenix New Media Limited》. 2018년 5월 4일에 원본 문서에서 보존된 문서.
17. 1 2  “The world's most-surveilled cities”. 《Comparitech》. 2019년 10월 9일에 원본 문서에서 보존된 문서. 2019년 11월 14일에 확인함.
18. ↑  《www.afzhan.com》 http://www.afzhan.com/news/detail/62302.html. 2019년 11월 14일에 확인함. |제목=이(가) 없거나 비었음 (도움말)
19. ↑  “보관된 사본”. 《www.sohu.com》 (영어). 2019년 11월 27일에 원본 문서에서 보존된 문서. 2019년 11월 14일에 확인함.
20. ↑  “'The new normal': China's excessive coronavirus public monitoring could be here to stay”. 《the Guardian》 (영어). 2020년 3월 9일. 2020년 11월 18일에 확인함.
21. ↑  author., Chang, Jung, 1952-. 《Wild swans : three daughters of China》. OCLC 986425453.
22. ↑  Guo, Pingxin; Sun, Qiangnan (April 1987). “General review of computer technology and application in China”. 《Computers in Industry》 8 (2–3): 113–117. doi:10.1016/0166-3615(87)90116-3. ISSN 0166-3615.
23. ↑  “Beijing: Skynet is watching”. 《The Week》. 2013년 2월 8일. 9면.
24. ↑  Page, Jeremy; Dou, Eva (2017년 12월 29일). “In Sign of Resistance, Chinese Balk at Using Apps to Snitch on Neighbors”. 《Wall Street Journal》. ISSN 0099-9660. 2018년 1월 4일에 원본 문서에서 보존된 문서. 2018년 1월 5일에 확인함.
25. 1 2 3  “Inside China's Dystopian Dreams: A.I., Shame and Lots of Cameras”. 2019년 10월 16일에 원본 문서에서 보존된 문서. 2018년 10월 31일에 확인함.
26. ↑  “China is building a vast civilian surveillance network — here are 10 ways it could be feeding its creepy 'social credit system'”. 《Business Insider》. 2018년 11월 11일에 원본 문서에서 보존된 문서. 2018년 11월 2일에 확인함.
27. ↑  “Traffic police in China are using drones to give orders from above”. 《South China Morning Post》. 2019년 9월 6일. 2019년 12월 4일에 원본 문서에서 보존된 문서. 2019년 12월 4일에 확인함.
28. ↑  “Drones, facial recognition and a social credit system: 10 ways China watches its citizens”. 《South China Morning Post》. 2018년 8월 4일. 2019년 12월 12일에 원본 문서에서 보존된 문서. 2019년 12월 11일에 확인함.
29. ↑  Jiangtao, Shi (2019년 9월 17일). “How China's surveillance state was a mirror to the US for whistle-blower Edward Snowden”. 《South China Morning Post》. 2019년 12월 4일에 원본 문서에서 보존된 문서. 2019년 12월 4일에 확인함.
30. ↑  “Archived copy”. 《paper.people.com.cn》. 2019년 3월 3일에 원본 문서에서 보존된 문서. 2019년 11월 14일에 확인함.
31. ↑  “New York's police are using Chinese facial recognition tech on citizens”. 《South China Morning Post》 (영어). 2019년 1월 11일. 2019년 11월 14일에 원본 문서에서 보존된 문서. 2019년 11월 14일에 확인함.
32. ↑  Navlakha, Meera (2019년 8월 21일). “Eight Of The Ten Most-Surveilled Cities In The World Are In China”. 《Vice》 (영어). 2019년 9월 2일에 원본 문서에서 보존된 문서. 2019년 9월 2일에 확인함.
33. ↑  “Chinese city with world's heaviest surveillance has 2.5 million cameras”. 《South China Morning Post》 (영어). 2019년 8월 19일. 2019년 10월 16일에 원본 문서에서 보존된 문서. 2019년 9월 2일에 확인함.
34. ↑  “The World Relies on China's Surveillance Technology”. 《PC Magazine》. 2019년 12월 13일. 2019년 12월 13일에 원본 문서에서 보존된 문서. 2019년 12월 13일에 확인함.
35. ↑  Purnell, Liza Lin and Newley (2019년 12월 6일). “A World With a Billion Cameras Watching You Is Just Around the Corner”. 《Wall Street Journal》 (미국 영어). ISSN 0099-9660. 2020년 12월 28일에 확인함.
36. ↑  Ni, Vincent; Wang, Yitsing (2020년 11월 24일). “How to 'disappear' on Happiness Avenue in Beijing”. 《BBC News》. 2020년 11월 24일에 확인함.
37. ↑  
Lewis, Leo (2011년 3월 4일). “China mobile phone tracking system attacked as 'Big Brother' surveillance”. 《The Australian》. 2014년 6월 19일에 원본 문서에서 보존된 문서.
38. ↑  John Hall (2013년 11월 6일). “China's CCTV culture suffers as record high pollution and smog levels render country's 20 million surveillance cameras effectively useless - Asia - World”. 《The Independent》. 2014년 3월 1일에 원본 문서에서 보존된 문서. 2014년 1월 31일에 확인함.
39. 1 2  Lucas, Louise; Feng, Emily. “Inside China's surveillance state”. 《Financial Times》. 2018년 11월 16일에 원본 문서에서 보존된 문서. 2018년 11월 8일에 확인함.
40. ↑  “2016 Cybersecurity Law”. 《www.chinalawtranslate.com》. 2016년 11월 7일. 2018년 12월 2일에 원본 문서에서 보존된 문서. 2018년 11월 9일에 확인함.
41. ↑  “China's first intelligent security robot starts work at Shenzhen Airport”. 《People's Daily Online》. 2016년 9월 22일. 2018년 11월 16일에 확인함.[깨진 링크(과거 내용 찾기)]
42. ↑  [Chinese policemen equipped with facial recognition glasses captured 7 criminals] |번역제목=은 |제목=을 필요로 함 (도움말). 《BBC News 中文》. 2018년 2월 8일. 2018년 11월 21일에 원본 문서에서 보존된 문서. 2018년 11월 8일에 확인함.
43. ↑  “The Chinese government confirmed that it can access deleted WeChat conversations — and people are terrified”. 《Business Insider》. 2018년 11월 21일에 원본 문서에서 보존된 문서. 2018년 11월 9일에 확인함.
44. ↑  [National Network Office organized short video platform pilot youth anti-addiction work] |번역제목=은 |제목=을 필요로 함 (도움말). 《Cyberspace Administration of China》. 2019년 5월 10일에 원본 문서에서 보존된 문서. 2019년 8월 2일에 확인함.
45. ↑  [Third generation ID card new feature exposure: bank cards can be located] |번역제목=은 |제목=을 필요로 함 (도움말). 《Zhongguancun Online News》. 2019년 4월 9일에 원본 문서에서 보존된 문서. 2019년 8월 2일에 확인함.
46. ↑  “Police in China, Dubai, and Italy are using these surveillance helmets to scan people for COVID-19 fever as they walk past and it may be our future normal”. 《Business Insider》. 2020년 5월 17일. 2020년 12월 1일에 확인함.
47. ↑  “Chinese police now have AI helmets for temperature screening”. 《South China Morning Post》. 2020년 2월 28일. 2020년 12월 1일에 확인함.
48. ↑  Choudhury, Cheang Ming, Saheli Roy (2017년 10월 26일). “China has launched another crackdown on the internet — but it's different this time”. 《CNBC》. 2018년 11월 21일에 원본 문서에서 보존된 문서. 2018년 11월 19일에 확인함.
49. ↑  CNBC (2017년 5월 2일). “China tightens rules on online news, network providers”. 《CNBC》. 2018년 11월 21일에 원본 문서에서 보존된 문서. 2018년 11월 19일에 확인함.
50. ↑  Yuan, Li (2019년 1월 2일). “Learning China's Forbidden History, So They Can Censor It”. 2020년 2월 29일에 원본 문서에서 보존된 문서. 2020년 1월 6일에 확인함 – NYTimes.com 경유.
51. ↑  “China's robot censors crank up as Tiananmen anniversary nears”. 《Reuters》. 2019년 5월 26일에 원본 문서에서 보존된 문서. 2019년 5월 26일에 확인함.
52. ↑  “China is building a vast civilian surveillance network — here are 10 ways it could be feeding its creepy 'social credit system'”. 《Business Insider》. 2018년 11월 11일에 원본 문서에서 보존된 문서. 2018년 11월 7일에 확인함.
53. ↑  “Privacy fears after cadres punished over 'deleted' WeChat messages”. 《South China Morning Post》. 2018년 11월 21일에 원본 문서에서 보존된 문서. 2018년 11월 7일에 확인함.
54. ↑  “Chinese authorities admit they're able to retrieve deleted WeChat messages”. 《The Verge》. 2018년 11월 21일에 원본 문서에서 보존된 문서. 2018년 11월 21일에 확인함.
55. ↑  Gao, Charlotte. “Weibo Requires All Users to Register With Real Names by Mid-September”. 《The Diplomat》. 2018년 11월 21일에 원본 문서에서 보존된 문서. 2018년 11월 19일에 확인함.
56. ↑  Liu, Hui; Hu, Hao. [Ma Huateng: the number of WeChat's global monthly active users reaches a billion] |번역제목=은 |제목=을 필요로 함 (도움말). 《www.xinhuanet.com》 (중국어 (중국)). 2018년 11월 21일에 원본 문서에서 보존된 문서. 2018년 11월 8일에 확인함.
57. ↑  Urman, Aleksandra (2018년 1월 18일). “Chinese Government to Tighten Internet Censorship Further in 2018”. 《The Globe Post》. 2018년 11월 21일에 원본 문서에서 보존된 문서. 2018년 11월 19일에 확인함.
58. ↑  “Archived copy”. 《BBC News 中文》 (중국어 간체). 2017년 8월 1일. 2018년 11월 21일에 원본 문서에서 보존된 문서. 2018년 11월 19일에 확인함.
59. ↑  Cadell, Cate. “Apple says it is removing VPN services from China App Store”. 《U.S.》. 2018년 11월 21일에 원본 문서에서 보존된 문서. 2018년 11월 19일에 확인함.
60. ↑  Fergus, O'Sullivan (2017년 11월 13일). “Internet Censorship in China: How the Middle Kingdom Blocks the Web”. 《Cloudwards》. 2018년 11월 21일에 원본 문서에서 보존된 문서. 2018년 11월 19일에 확인함.
61. ↑  “DSD Police Recruit and Maintain Informant Networks Among University Students – China Digital Times (CDT)”. 《chinadigitaltimes.net》. 2018년 11월 23일에 원본 문서에서 보존된 문서. 2018년 11월 23일에 확인함.
62. 1 2  Katrien, Jacobs (2012). 《People's Pornography.》. Intellect. ISBN 978-1283610025. OCLC 817813659.
63. ↑  “How the Chinese watch porn on China's censored internet — Quartz”. 《qz.com》. 2018년 11월 23일에 원본 문서에서 보존된 문서. 2018년 11월 23일에 확인함.
64. ↑  “Outcry as Chinese writer jailed for over 10 years for gay sex scenes”. 《South China Morning Post》. 2018년 11월 20일에 원본 문서에서 보존된 문서. 2018년 11월 23일에 확인함.
65. ↑  Deyner, Simon (2018년 1월 7일). “China bets on facial recognition in big drive for total surveillance”. 《Washington Post》. 2018년 1월 13일에 원본 문서에서 보존된 문서. 2018년 1월 13일에 확인함.
66. ↑  Kuo, Lily (2019년 12월 2일). “China brings in mandatory facial recognition for mobile phone users”. 《The Guardian》 (영국 영어). ISSN 0261-3077. 2020년 11월 12일에 확인함.
67. ↑  Xue, Yujie (2019년 11월 27일). “27 Companies Drafting China's First National Facial Recognition Standard”. 《Sixth Tone》. 2019년 11월 28일에 원본 문서에서 보존된 문서. 2019년 11월 28일에 확인함.
68. ↑  “Chinese tech groups shaping UN facial recognition standards”. Financial Times. 2019년 12월 2일. 2019년 12월 10일에 원본 문서에서 보존된 문서. 2019년 12월 10일에 확인함.
69. ↑  “Chinese tech companies are shaping UN facial recognition standards, according to leaked documents”. South China Morning Post. 2019년 12월 2일. 2019년 12월 11일에 원본 문서에서 보존된 문서. 2019년 12월 10일에 확인함.
70. ↑  “In China, Facial Recognition Tech Is Watching You”. 《Fortune》 (영어). 2019년 3월 31일에 원본 문서에서 보존된 문서. 2019년 3월 31일에 확인함.
71. ↑  “Integration of surveillance and new digital tech is unnerving”. 《South China Morning Post》. 2018년 11월 24일에 원본 문서에서 보존된 문서. 2018년 11월 7일에 확인함.
72. ↑  Zhang, Yixuan; Shang, Dan. [Knowing about facial recognition technology in our daily life] |번역제목=은 |제목=을 필요로 함 (도움말). 《www.xinhuanet.com》 (중국어 (중국)). 2018년 11월 21일에 원본 문서에서 보존된 문서. 2018년 11월 7일에 확인함.
73. ↑  Zhang, Yixuan; Shang, Dan. [Facial technology is around us] |번역제목=은 |제목=을 필요로 함 (도움말). 《paper.people.com.cn》 (중국어 (중국)). 2018년 10월 27일에 원본 문서에서 보존된 문서. 2018년 11월 7일에 확인함.
74. ↑  Halder, Ben (2018년 5월 31일). “CHINA TURNS TO ROBOTIC POLICING”. 《Ozy》. 2019년 11월 28일에 원본 문서에서 보존된 문서. 2019년 11월 28일에 확인함.
75. ↑  Wakefield, Jane (2018년 6월 10일). “Tomorrow's Cities: Dubai and China roll out urban robots”. 《BBC》. 2019년 7월 9일에 원본 문서에서 보존된 문서. 2019년 11월 28일에 확인함.
76. ↑  “China is building a vast civilian surveillance network — here are 10 ways it could be feeding its creepy 'social credit system'”. 《Business Insider》. 2018년 11월 11일에 원본 문서에서 보존된 문서. 2018년 11월 8일에 확인함.
77. ↑  Botsman, Rachel. “Big data meets Big Brother as China moves to rate its citizens”. 2018년 1월 4일에 원본 문서에서 보존된 문서. 2018년 1월 5일에 확인함.
78. ↑  Hatton, Celia (2015년 10월 26일). “China sets up huge 'social credit' system”. 《BBC News》. 2018년 1월 5일에 원본 문서에서 보존된 문서. 2018년 1월 5일에 확인함.
79. ↑  Carrasco-Villanueva, Marco (2018년 12월 17일). “China: ¿Big data, crédito social y nudges?”. 《SinoLatam》 (스페인어). 2019년 3월 6일에 원본 문서에서 보존된 문서. 2019년 3월 5일에 확인함.
80. ↑  Diamond, Anna Mitchell, Larry (2018년 2월 2일). “China's Surveillance State Should Scare Everyone”. 《The Atlantic》. 2018년 11월 5일에 원본 문서에서 보존된 문서. 2018년 11월 6일에 확인함.
81. ↑  . People's Bank of China http://www.pbccrc.org.cn/crc/zxzs/201412/3672aaae0e2646099ca4663220155c7f.shtml. 2020년 12월 13일에 확인함. |제목=이(가) 없거나 비었음 (도움말)
82. ↑  Chen, Shixian; Li, Zhen. [What's Skynet] |번역제목=은 |제목=을 필요로 함 (도움말). 《paper.people.com.cn》 (중국어 (중국)). 2019년 3월 3일에 원본 문서에서 보존된 문서. 2018년 11월 8일에 확인함.
83. ↑  王建芬. “China's Skynet Project finds people in minutes - Chinadaily.com.cn”. 《www.chinadaily.com.cn》. 2018년 11월 21일에 원본 문서에서 보존된 문서. 2018년 11월 8일에 확인함.
84. ↑  Denyer, Simon. “China's scary lesson to the world: Censoring the Internet works”. 《Washington Post》. 2018년 12월 6일에 원본 문서에서 보존된 문서. 2018년 11월 20일에 확인함.
85. ↑  “China: No End to Tibet Surveillance Program”. 《Human Rights Watch》. 2016년 1월 18일. 2019년 3월 3일에 원본 문서에서 보존된 문서. 2018년 11월 8일에 확인함.
86. ↑  Journal, Josh Chin and Clément Bürge | Photographs by Giulia Marchi for The Wall Street. “Twelve Days in Xinjiang: How China's Surveillance State Overwhelms Daily Life”. 《WSJ》. 2018년 11월 11일에 원본 문서에서 보존된 문서. 2018년 11월 11일에 확인함.
87. 1 2 3  “How a Chinese region that accounts for just 1.5% of the population became one of the most intrusive police states in the world”. 《Business Insider》. 2018년 10월 28일에 원본 문서에서 보존된 문서. 2018년 11월 11일에 확인함.
88. 1 2  author., Wang, Maya. 《"Eradicating ideological viruses" : China's campaign of repression against Xinjiang's Muslims》. OCLC 1052124054.
89. ↑  “Perfected in China, a threat in the West”. 《The Economist》 427 (9094): 16. 2018년 6월 2일.
90. ↑  Wang, Maya (2019년 5월 1일). “China's Algorithms of Repression”. 《Human Rights Watch》. 2020년 3월 26일에 원본 문서에서 보존된 문서. 2020년 4월 10일에 확인함.
91. ↑  Cox, Joseph (2018년 4월 9일). “Chinese Government Forces Residents To Install Surveillance App With Awful Security”. Vice Media. 2018년 4월 11일에 원본 문서에서 보존된 문서. 2018년 4월 10일에 확인함.
92. ↑  Rajagopalan, Megha; Yang, William (2018년 4월 9일). “China Is Forcing People To Download An App That Tells Them To Delete "Dangerous" Photos”. BuzzFeed News. 2018년 4월 10일에 원본 문서에서 보존된 문서. 2018년 4월 10일에 확인함.
93. ↑  “DJI Won the Drone Wars, and Now It's Paying the Price”. 《Bloomberg.com》 (영어). 2020년 3월 26일. 2020년 11월 18일에 확인함.
94. ↑  “China takes surveillance to new heights with flock of robotic Doves, but do they come in peace?”. 《South China Morning Post》. 2018년 6월 24일. 2019년 11월 29일에 원본 문서에서 보존된 문서. 2019년 12월 3일에 확인함.
95. ↑  Josh Rogin (2018년 8월 2일). “Ethnic cleansing makes a comeback – in China” (Washington Post). 2019년 3월 31일에 원본 문서에서 보존된 문서. 2018년 8월 4일에 확인함. Add to that the unprecedented security and surveillance state in Xinjiang, which includes all-encompassing monitoring based on identity cards, checkpoints, facial recognition and the collection of DNA from millions of individuals. The authorities feed all this data into an artificial-intelligence machine that rates people's loyalty to the Communist Party in order to control every aspect of their lives.
96. ↑  “China: Big Data Fuels Crackdown in Minority Region: Predictive Policing Program Flags Individuals for Investigations, Detentions”. 《hrw.org》. Human Rights Watch. 2018년 2월 26일. 2018년 8월 4일에 확인함.
97. ↑  “Exposed: China's Operating Manuals For Mass Internment And Arrest By Algorithm”. 《ICIJ》. 2019년 11월 24일. 2019년 11월 26일에 원본 문서에서 보존된 문서. 2019년 11월 26일에 확인함.
98. ↑  “Data leak reveals how China 'brainwashes' Uighurs in prison camps”. 《BBC》. 2019년 11월 24일. 2019년 11월 26일에 원본 문서에서 보존된 문서. 2019년 11월 26일에 확인함.
99. ↑  IYENGAR, RISHI. “Occupy Central: An Explainer”. 《Time》. 2018년 11월 1일에 원본 문서에서 보존된 문서. 2018년 11월 20일에 확인함.
100. ↑  Lague, David. “Special Report: How China spies on Hong Kong's democrats”. 《U.S.》. 2018년 11월 13일에 원본 문서에서 보존된 문서. 2018년 11월 8일에 확인함.
101. ↑  Park, Madison. “China's Internet firewall censors Hong Kong protests”. 《CNN》. 2018년 11월 21일에 원본 문서에서 보존된 문서. 2018년 11월 20일에 확인함.
102. ↑  “Hong Kong's Internet Freedom Under Threat”. 《freedomhouse.org》. 2015년 1월 22일. 2018년 11월 21일에 원본 문서에서 보존된 문서. 2018년 11월 20일에 확인함.
103. ↑  Chen, Zhifen (陳志芬). “Archived copy”. 《BBC News 中文》 (중국어 정체). 2018년 11월 21일에 원본 문서에서 보존된 문서. 2018년 11월 20일에 확인함.
104. ↑  Hume, Tim. “Alarm in Hong Kong at Chinese white paper affirming Beijing control - CNN”. 《CNN》. 2018년 11월 21일에 원본 문서에서 보존된 문서. 2018년 11월 20일에 확인함.
105. ↑  “Taiwan warns nationals in mainland China about surveillance”. 《Asia Times》. 2019년 8월 2일에 원본 문서에서 보존된 문서. 2019년 8월 2일에 확인함.
106. ↑  “China's Residence Card Offer Brings 'Risks' in Surveillance State: Taiwan”. 《Radio Free Asia》. 2018년 11월 21일에 원본 문서에서 보존된 문서. 2018년 11월 21일에 확인함.
107. ↑  “Taiwanese in China warned of surveillance - Taipei Times”. 《Taipei Times》. 2018년 11월 21일에 원본 문서에서 보존된 문서. 2018년 11월 21일에 확인함.
108. 1 2  “China's Domestic Security Spending: An Analysis of Available Data”. Jamestown Foundation. 2018년 3월 19일에 원본 문서에서 보존된 문서. 2018년 3월 19일에 확인함.
109. ↑  “How tensions with West are crippling China's surveillance system”. 《South China Morning Post》. 2018년 11월 16일에 원본 문서에서 보존된 문서. 2018년 11월 9일에 확인함.